# Inteligencja płynna
Inteligencja płynna gf – w teorii inteligencji Charlesa Spearmana, rozwijanej później przez Raymonda Cattella inteligencja zdeterminowana przez czynnik biologiczny, genetyczny. Jest utożsamiana z wrodzoną inteligencją, inteligencją niewyuczoną, szybkością procesów umysłowych, czy szybkością i jakością przesyłania impulsów nerwowych w neuronach, "tym z czym się rodzimy", potencjałem intelektualnym.
Czynnik g (inteligencja płynna) ujawnia się w testach inteligencji przede wszystkim w rozwiązywaniu zadań niewerbalnych (takich jak układanie klocków, wyobraźnia przestrzenna, zdolność obracania figur w wyobraźni itp.) oraz w testach słownikowych (np. teście ilości znanych słów). Osiąga swoje maksimum pod koniec okresu dojrzewania (czyli ok. 20–25 roku życia). Jest to związane przede wszystkim z procesem mielinizacji w mózgu. Z wiekiem inteligencja płynna ulega powolnemu obniżaniu się między innymi pod wpływem procesu utraty komórek nerwowych w CUN (co obrazowo nazwane zostało łysieniem mózgu). Utrata inteligencji płynnej jest jednak kompensowana (czasem z nawiązką) przez inteligencję skrystalizowaną.